# .gp
.gp е интернет домейн от първо ниво за Гваделупа и все още е в употреба за Сен Бартелми и Сен Мартен, две бивши части на Гваделупа. .gp домейна може да бъде регистриран на nic.gp. Администрира се от Networking Technologies Group и представен през 1996 г.